# Teverga
Teverga (asztúriai nyelven Teberga) község Spanyolországban, Asztúria autonóm közösségben. Teverga Grado, Yernes y Tameza, Proaza, Quirós, San Emiliano, Somiedo és Belmonte de Miranda községekkel határos. Lakosainak száma 1539 fő (2024).

## Népesség
A település népessége az utóbbi években az alábbiak szerint változott:
| Lakosok száma | 2230 | 2049 | 1916 | 1933 | 1899 | 1807 | 1678 | 1572 | 1579 | 1539 |
|               | 2001 | 2004 | 2007 | 2009 | 2012 | 2014 | 2017 | 2019 | 2022 | 2024 |